# Kyle Foster
Kyle Foster (nacido el 27 de julio de 1997 en Hampton (Virginia)) es un jugador de baloncesto estadounidense que pertenece a la plantilla del EWE Oldenburg de la Basketball Bundesliga alemana. Mide 1,96 metros de altura, y juega de alero.

## Trayectoria deportiva
Es un jugador formado en la Hampton High School de su ciudad natal, antes de ingresar en 2017 en la Universidad Howard, situada en Washington D. C., donde jugaría durante cinco temporadas la NCAA con los Howard Bison desde 2017 a 2022.
Tras no ser drafteado en 2022, disputa la Liga de Verano de la NBA con los Detroit Pistons.
El 21 de julio de 2022 firmó con el Chorale Roanne Basket de la Pro A francesa.
El 9 de junio de 2023 fichó por el EWE Oldenburg alemán, con quien firmó un contrato por dos años.